# Johannes Laurentii (kyrkoherde i Säbrå)
Johannes Laurentii, född 24 januari 1548 i Säbrå församling, Ångermanland, död 26 april 1603 i Säbrå församling, Ångermanland, var en svensk präst och riksdagsman.

## Biografi
Johannes Laurentii var son till sin företrädare i Säbrå, Laurentius Svenonis, samt bror till Engelbertus Laurentii. Äldre uppgifter har gjort gällande att han skulle ha tillhört Bureätten på svärdssidan, vilket dock nyare släktforskning och DNA-tester kunnat vederlägga. Enligt senare, mindre pålitliga uppgifter hos Andreas Olavi Rhyzelius var modern den ädla Margareta Engelbrektsdotter, dotter till den "välbeskedlige Engelbrekt Jansson".
Efter en tjänst som docent i Gävle blev han 1588 vice pastor och året därpå ordinarie kyrkoherde i Själevads socken. Sistnämnda år bytte han emellertid tjänst med sin bror Engelbertus och blev följaktligen kyrkoherde i födelsesocknen Säbrå.
Johannes undertecknade beslutet från Uppsala möte och deltog i Söderköpings riksdag.

### Familj
Johannes gifte sig första gången med Kerstin Zynthia. Han gifte sig andra gången med Anna Segersdotter, dotter till knapen Seger Olofsson i Nensjö i Gudmundrå socken. De var av samma släkt som Ehrenklo. De fick tillsammans barnen biskopen Jacobus Johannis Zebrozynthius (1582–1642) i Strängnäs stift, Lars Hansson (död 1621), landstingsmannen och riksdagsmannen Christopher Hansson Zynth (1589–1656), Kirstin Hansdotter som var gift med Måns Ericsson och landsskrivaren Carl Persson i Ångermanland och Margareta Saebroensis även kalla "Stormor i Dalom" som var gift med prosten Elaus Terserus i Leksands församling och Uno Troilus i Leksands församling. Efter Johannes död gifte Anna Segersdotter om sig med kyrkoherden Olaus Martini i Nordingrå församling.